# Memorial Pontes de Miranda

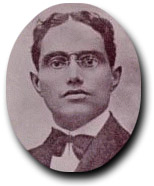
Pontes de Miranda na juventude.

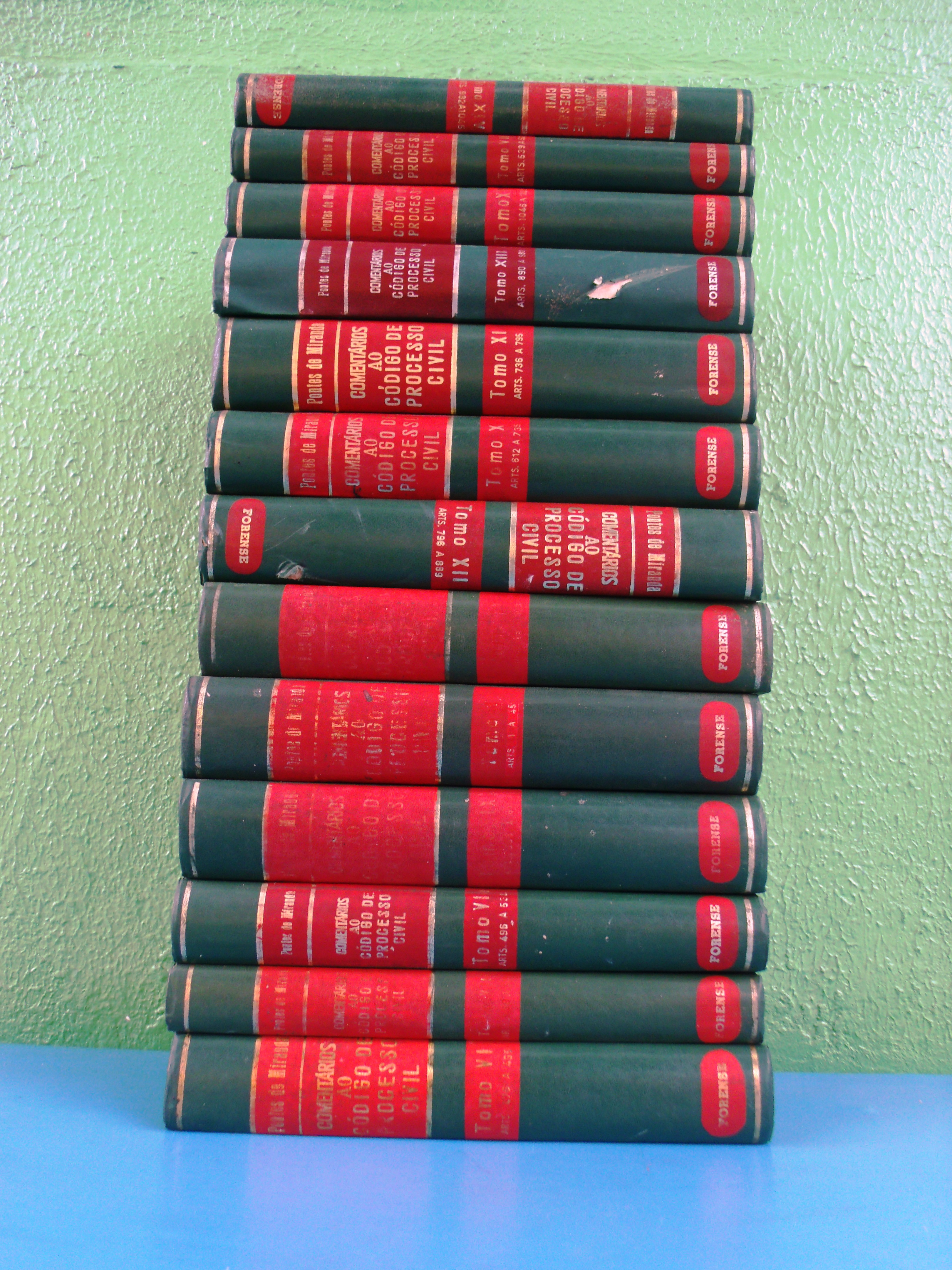
Algumas das obras de Pontes de Miranda na Biblioteca Municipal Marion Saraiva

O Memorial Pontes de Miranda da Justiça do Trabalho em Alagoas (MPM) é um museu brasileiro, localizado no centro da cidade de Maceió, capital do estado de Alagoas. Foi instituído em 1994 pela corte do Tribunal Regional do Trabalho da 19ª Região, com o objetivo de preservar e divulgar a obra do célebre jurista alagoano Francisco Cavalcanti Pontes de Miranda, bem como a história da Justiça do Trabalho naquele estado. Conta com biblioteca e arquivo, sedia exposições temporárias e realiza atividades culturais.

## Histórico

### Nota biográfica de Pontes de Miranda
Francisco Cavalcanti Pontes de Miranda (1892-1979) foi um dos maiores juristas do Brasil. Sua ampla obra, pioneira em vários setores, é caracterizada por um volume de proporções únicas na jurisprudência nacional, pouco freqüente mesmo na literatura universal. Debruçou-se por todos os ramos das ciências jurídicas e escreveu um monumental Tratado de direito privado, com 60 volumes e mais de 30 mil páginas. É considerado o parecerista mais citado da literatura jurídica brasileira, responsável por introduzir inúmeros métodos e concepções novas em diversos ramos dessa ciência. Tornou-se membro da Academia Brasileira de Letras em 1979, pouco antes de seu falecimento, aos 87 anos.

### O memorial
Após a morte de Pontes de Miranda, registraram-se inúmeras homenagens ao jurista por todo o Brasil. A seção do Rio Grande do Sul da Ordem dos Advogados do Brasil deu seu nome ao congresso de advogados daquele estado, e o Instituto de Advogados do Rio Grande do Sul encaminhou à Câmara Municipal de Porto Alegre a sugestão de homenagear o jurista com o nome de uma rua na cidade. Em 1980, o Tribunal Superior do Trabalho outorgou-lhe a medalha do Mérito Judiciário do Trabalho e o Senado Federal do Brasil também prestou reverências ao jurista.
Em Maceió, cidade natal de Pontes de Miranda, a homenagem foi concebida por Francisco Osani de Lavor, então juiz presidente do Tribunal Regional do Trabalho (TRT) da 19ª região. Osani idealizou um espaço museológico que homenageasse com seu nome o importante jurista, e que estivesse voltado também à preservação e divulgação da história da Justiça do Trabalho no estado de Alagoas. O Memorial Pontes de Miranda foi oficialmente instituído em 1º de junho de 1994, por decisão unânime da corte.
O memorial foi inaugurado em 30 de junho desse mesmo ano, na presença de diversas autoridades políticas do estado e dos familiares do jurista. A instalação ficou a cargo de uma equipe formada pelo restaurador Jorge Pfau de Carvalho, pela museóloga Célia Regina Ferreira Paiva, pelo historiador Romeu de Mello Loureiro e pelo arquiteto Nelson Neto de Mendonça Braga. O museu ocupa, desde sua inauguração, o terceiro andar do edifício do Tribunal Regional do Trabalho, na avenida da Paz, centro da capital alagona.
Os anos seguintes ao da criação do museu foram dedicados à formação do acervo. Diversos objetos foram coletados nos órgãos integrantes da Justiça do Trabalho em Maceió e no interior do estado. Muitos outros foram doados pela viúva do jurista homenageado, registrando-se ainda doações de objetos por parte de famílias de servidores do tribunal.
É diretamente subordinado à Secretaria Geral da Presidência do TRT, sendo o Secretário-Geral também o responsável pela curadoria.

## Acervo
Conserva um conjunto de objetos pessoais que pertenceram a Pontes de Miranda, como sua máscara mortuária, documentos, fotografias, insígnias, móveis e outros itens. Também mantém objetos de outras personalidades destacadas em Alagoas.
As obras relacionadas à história da Justiça do Trabalho em Alagoas são expostas em vitrines e painéis, contendo documentos, textos e fotos sobre a história do ensino de direito do trabalho no Brasil, objetos do extinto "Forum Quintela Cavalcanti" de Maceió, entre móveis, equipamentos de escritório, togas e exemplares da três insígnias que compõem a "Ordem do Mérito Ministro Silvério Fernandes de Araújo Jorge", a "Grã-Cruz", o "Mérito de Prata" e o "Mérito de Ouro".
A biblioteca e o arquivo conservam obras jurídicas, livros e fotografias relacionadas à Justiça do Trabalho em Alagoas e à vida e obra de Pontes de Miranda.